# Canone occidentale

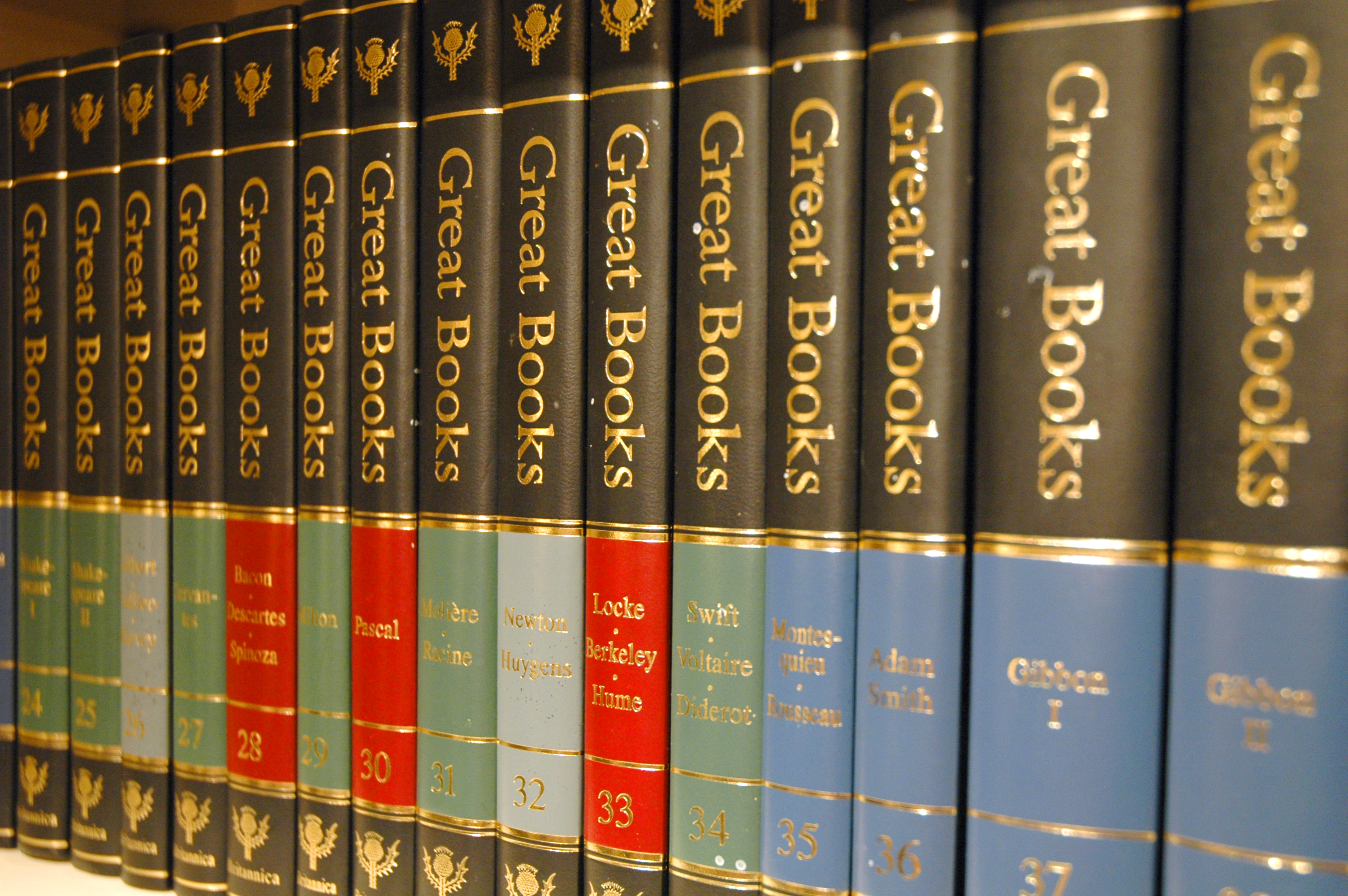
I Grandi Libri del Mondo Occidentale è un tentativo di presentare il Canone Occidentale in un'unica opera di 60 volumi

Il canone occidentale è l'insieme delle opere letterarie che definiscono e hanno fondato la letteratura occidentale.

## Descrizione
Il termine canone viene dal greco antico κανών?, kanṓn, "canna, bastone diritto" e, in senso lato, "regola". Il termine indicava lo strumento di misura per la lunghezza (solitamente appunto un bastone diritto), donde il significato traslato di regola, prescrizione, forma, modello. In letteratura sta a significare un compendio di grandi opere e importanti autori che si reputano ufficiali, originali, di illustre valore artistico e che, insieme al canone in arte e al canone in musica, è stato il più influente nel modellare la cultura, in questo caso occidentale. Tale canone è importante per la teoria del perennialismo educativo e lo sviluppo dell'alta cultura.
Sebbene tenuto precedentemente in grande stima, il Canone Occidentale è stato centro di accesi dibattiti a partire dalla metà del XX secolo. Successivamente, discussioni e tentativi di definire il Canone si limitano a compilare elenchi di libri di vario genere (letteratura, inclusa la poesia, narrativa e dramma, scritti autobiografici e letterari, filosofia e storia). Le opere scientifiche più accessibili sono di solito incluse.

## Origini
La procedura per creare e definire il canone può essere interminabile. Uno dei tentativi più importanti è stato quello in lingua inglese e intitolato Grandi Libri del Mondo Occidentale. Quest'opera, sviluppata negli anni cinquanta del XX secolo, scaturì dal curriculum accademico di lettura dell'Università di Chicago.
Un tentativo precedente, i Classici Harvard del 1909, fu fatto su iniziativa dell'allora Presidente dell'Università Harvard, Charles W. Eliot, la cui tesi era la stessa di Thomas Carlyle:
(Thomas Carlyle)

## Esempi di canoni letterari
- Harold Bloom, Il canone occidentale, 1994.[1]

Esempi di liste canoniche più brevi (dove i selezionatori hanno tentato di elencare solo i lavori più importanti) comprendono:
- Classici Harvard
- Great Books
- Grandi Libri del Mondo Occidentale
- Grandi Libri Garzanti
- Grandi Opere UTET (I Classici)

Anche gli elenchi di letture obbligatorie preparati dalle varie università possono dare un'indicazione di cosa viene considerato degno del Canone Occidentale:
- St. John's College reading list (bibliografia obbligatoria per gli studenti, anno accademico 2005)
- Columbia College Core Curriculum (letture essenziali, Columbia College)
- Università Yale, Directed Studies (programma di letture essenziali)
- Università di Stanford Programma accademico in Structured Liberal Education
- Princeton University Avviamento interdisciplinare alla cultura occidentale

Liste più estese (dove si è tentato di essere più inclusivi):
- Loeb Classical Library (autori greci e latini)
- I Tatti Renaissance Library (autori del Rinascimento)
- Everyman's Library (opere moderne)
- Classici Penguin
- Collana dei Classici BUR

## Altri tipi dicanoni culturalisettoriali
- Canone alessandrino, sui modelli della letteratura greca
- Vite parallele, di Plutarco (personaggi greci e romani)
- Canone di Policleto, sulle proporzioni artistiche dell'anatomia umana
- De architectura, di Marco Vitruvio Pollione (15 a.C.) sui canoni dell'architettura, a cui si ispirò l'Uomo vitruviano di Leonardo da Vinci[3]
- Libro di Antonio Billi (pittura fiorentina)
- Anonimo Gaddiano (pittura greca antica e fiorentina)
- Le vite de' più eccellenti pittori, scultori e architettori di Giorgio Vasari (principalmente sulla pittura toscana)
- Le Maraviglie dell'arte di Carlo Ridolfi (sulla pittura veneta)
- Divina Commedia di Dante Alighieri e i relativi Libri della Scala islamici.
- I testi sacri delle religioni abramitiche: Tōrāh, Talmud, Bibbia e Corano.
- Oscar Mondadori della casa editrice Mondadori
- Classici Disney della casa cinematografica Walt Disney

### Canoni nazionali
- Canone della Cultura danese

## Opere
Opere che sono comunemente incluse nel Canone comprendono la narrativa e certi poemi epici, la poesia, la musica, il dramma, i romanzi, e altri assortiti generi di letteratura provenienti dalle molte e diverse culture occidentali (e, più recentemente, non-occidentali). Numerosi scritti estranei alla letteratura in senso stretto sono compresi nel Canone, principalmente nelle aree della religione, mitologia, scienza, filosofia, economia, politica e storia.
Opere che si dichiarano a favore o contro il Canone:
- (EN) Harold Bloom, The Western Canon. The Books and School of the Ages, Houston, Texas, Ergodebooks, 1995, ISBN 978-1573225144.
  -  Harold Bloom, Il canone occidentale. I libri e le scuole delle età, Milano, Bompiani, 1996.
- (EN) Harold Bloom, Shakespeare. The Invention of the Human, Hammond, Indiana, Hippo Books, 1999, ISBN 978-1573227513.
- (EN) Donald Barthelme e Donald Antrim, The Dead Father, Farrar, Straus and Giroux, 2004, ISBN 978-0374529253.
- (PT) Otto Maria Carpeaux, The History of Western Literature.
- (EN) Lee Morrissey, Debating the Canon. A Reader from Addison to Nafisi, New York, Palgrave MacMillan, 2005, ISBN 978-1403968203.